# Ankazoabo (district)
Ankazoabo is een district van Madagaskar in de regio Atsimo-Andrefana. Het district telt 62.120 inwoners (2011) en heeft een oppervlakte van 7.385 km², verdeeld over 4 gemeentes. De hoofdplaats is Ankazoabo.